# Karl Knapp (Politiker)

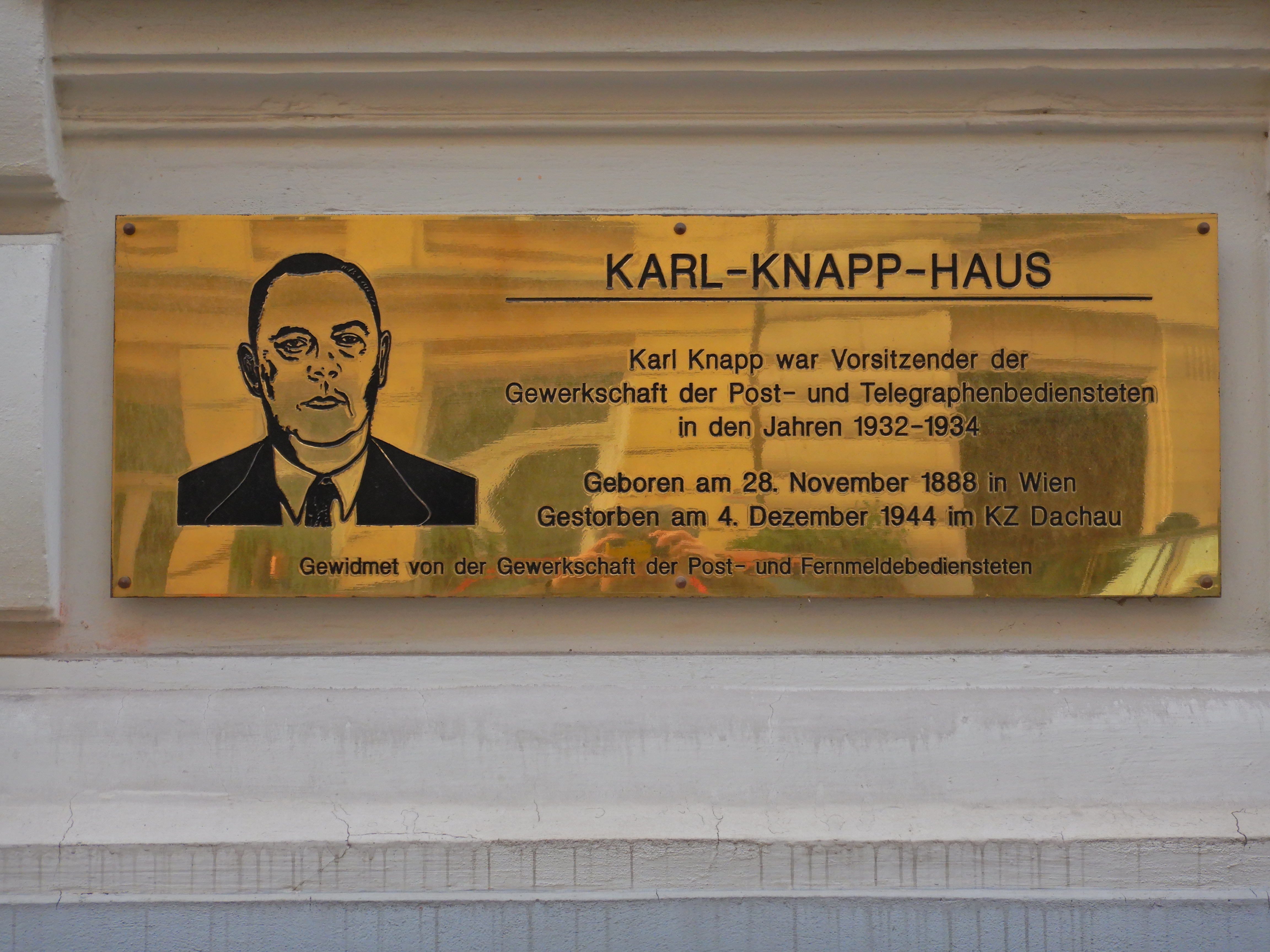
Gedenktafel für Karl Knapp

Karl Knapp (* 28. November 1888 in Wien; † 4. Dezember 1944 im KZ Dachau, Bayern, Deutschland) war ein österreichischer Politiker (SPÖ).

## Leben
Karl Knapp trat nach dem Besuch der Pflichtschulen in den Postdienst; ab 1908 arbeitete er in der Buchhaltung des Unternehmens. 1919 wurde Knapp stellvertretender Vorsitzender der Gewerkschaft der Postbediensteten der im Jahr 1932 die Wahl zum Vorsitzenden folgen sollte.
Am 21. Dezember 1933 zog er als sozialdemokratisches Mitglied in den Bundesrat (IV. Gesetzgebungsperiode) ein, dem er jedoch nur knapp zwei Monate, bis zum 17. Februar 1934 angehören sollte. 1934 wurde Knapp erstmals wegen seines Eintretens für die verbotene Sozialdemokratie verhaftet und dreieinhalb Monate im Landesgericht Wien inhaftiert. 
Selbst nach dem Anschluss Österreichs stand Knapp unter Beobachtung der Gestapo. Knapp fand zunächst Arbeit als Angestellter in einer Uhrenfabrik im Wiener Gemeindebezirk Döbling; später arbeitete er als Hausbesorger.
Da ihm Kontakte zu Sozialdemokraten im Ausland vorgeworfen wurden, wurde Knapp im November 1944 von der Gestapo verhaftet und ins Konzentrationslager Dachau deportiert. Die genauen Umstände seines Todes sind nicht bekannt, jedoch soll er am 4. Dezember 1944 infolge der Haftbedingungen gestorben sein.
1961 wurde im Wiener Gemeindebezirk Ottakring der Karl-Knapp-Hof eingeweiht, am 28. November 2013 wurde das ehemalige Haus der Postgewerkschaft in der Biberstraße 5 nach ihm benannt und dort eine Tafel enthüllt.